# Tui Tokelau
Tui Tokelau fut la principale divinité des Tokelau avant l’évangélisation de l’archipel. Dans le village de Fakaofo, sur l’île éponyme une immense dalle corallienne personnifiant le dieu est encore visible.